# Anna Angelina Comnena Ducas
Anna Angelina Comnena Ducas (in greco Ἄννα Ἀγγελίνα Κομνηνή Δούκαινα?, in serbo Ана Анђелина Комнина Дукина?, Ana Angelina Komnena Duka; ... – 1258) era figlia di Teodoro Comneno Ducas e Maria Petralife. Anna era regina consorte di Serbia in quanto moglie del re Stefano Radoslav.

## Biografia
Nel 1216, il padre di Radoslav tentò di organizzare un matrimonio tra il figlio e Teodora, figlia del fratellastro di Teodoro, Michele Ducas Comneno Angelo. Tuttavia, la Chiesa proibì questo matrimonio perché sarebbe stato tra cugini di settimo grado. Radoslav sposò invece Anna poco dopo.
Era osteggiata dalla Chiesa e dalla nobiltà e considerata un'influenza corruttrice su Radoslav, che ai loro occhi era già troppo influenzato dal mondo greco, poiché si era alleato incondizionatamente con l'Epiro e si identificava con la dinastia greca della madre tanto quanto con i Nemanjić.
Teodoro Ducas Comneno Angelo fu sconfitto e catturato nella Battaglia di Klokotnica contro la Bulgaria nella primavera del 1230. Il dissenso tra la nobiltà serba crebbe, poiché l'inflessibile orientamento filogreco di Radoslav divenne un problema. Così, una coalizione di aristocratici serbi guidata dal fratellastro di Radoslav, Vladislav, lo spodestò all'inizio del 1234.
Radoslav e Anna si recarono dapprima a Ragusa e tentarono di organizzare un contro-colpo di stato contro Vladislav, ma ottenendo scarsi risultati. In seguito, il monaco Teodosio avrebbe affermato che Radoslav e Anna andarono invece a Dyrrhachium e si separarono lì, ma questa affermazione è stata dimostrata falsa.
Dopo qualche tempo, con l'aiuto dell'arcivescovo Sava, tornarono in Serbia e presero i voti monastici. Il nome monastico di Radoslav era Jovan.